# 戦え!? バトンQ
『戦え!? バトンQ』（たたかえ!?バトンキュー）は、あおきけいによる日本の漫画作品。1994年3月号から1995年9月号まで『コミックボンボン』（講談社）にて連載された。2011年1月、復刊ドットコムにて初単行本化。2020年5月19日よりマンガ図書館Zにて電子書籍化で公開されている。

## ストーリー
ホープ一号と名乗るロボットに、持つ者の特徴や能力を増幅することができる棒を渡された5人の少年少女が牛魔王一味と戦う。

## 概要
主な登場人物は性格を表す「-坊」にかけた「-棒」という武器を持っている。これらは戦況に合わせて自在に変形する機能を有している（例として「ドリルモード」やルーペ型の「弱点発見モード」など）。一話限りの怪人なども同じ法則に則っているが、「ベストメン『バー』」や「ミ『スティック』」など別の言葉にかける場合も多い。
また、掛け声や技などに非常に駄洒落が多いのも特徴である。
メンバーは怪人にトドメを刺す時、「悪い奴らはバタ〜ンQだ！」という決め台詞を発する（ピンクの場合は「バタ〜ンQよ！」、ブルーの場合は「バタ〜ンQです」になる）。

## 登場人物

### バトンQ
メンバー各自の名前には、それぞれ「きゅう」という読みを持つ漢字が一字含まれている。
レッドバトン / 牛若特急
あわてん棒を持つ。第一話から登場した主人公的存在で、文字通り慌て者の性格。特技は超スピード。守護霊は牛若丸。ベルトのバックルには機械部品が収納されており、ボタンを押す事で解凍、レッドが考えた通りのメカが組み上がる。終盤ではジャイアントふけい鬼にぶつかった衝撃でノンビリ屋となり、敵の人質にされてしまったため最終話を除いてはほとんど出番がなかった。最終決戦時は牛魔大王にとどめを刺した（その際のシーンは、第一話で遮断鬼と戦った際のオマージュとなっている）。
15年後には世界的なレーサーになっている。
イエローバトン / 金田求太郎
けちん棒を持つ。かなりの守銭奴だがチームの頭脳派で、曰く「本当のけちん坊とは、お金の扱いが上手い人間」。また、メンバーの中では比較的常識人で、ツッコミに回る事も多い。初登場時のみ、彼の持つ招き猫型貯金箱が変身したサポートキャラ・マネーキーが登場した。守護霊は金太郎。
15年後にはエコロジー研究者として、世界初の有人紙飛行機の開発に成功した。
ブラックバトン / 倉田天九郎
いばりん棒を持つ。大企業の御曹司。基本的にいばっているだけで何もしないが、強力な説得力を持った言葉を発し味方どころか敵すらもその気にする特技を持つ。守護霊は鞍馬天狗。予告時は彼が中心に添えられており、顔つきも大きく違っていた。
15年後には倉田グループを世界的企業に発展させた。
ピンクバトン / 桃園美弓
あばれん棒を持つ。とんでもない怪力の持ち主で、花を摘む感覚で桜の木を引っこ抜いた事もある。本人はおしとやかにしたいと思いつつも暴れたいという欲求が押さえきれず、謎のヒロインセータームーン・ウールとして悪と戦っていた（ちなみに外見はセーターを着て長い鉢巻きを付けただけなので、誰が見ても正体はバレバレだった）。守護霊は桃太郎。メンバーの中では最初にパワーアップを果たした。髪型は横紙を結んだポニーテールだが、予告時はツインテールだった。少なくとも、彼女と牛若、金田の3人はクラスメートである（彼女は初登場時の第四話で転校してきた）。実は料理が苦手で、その事にコンプレックスを抱いている。
15年後には格闘技の世界チャンピオンになっている。
ブルーバトン / 一寸泣助
あまえん棒を持つ。常におどおどとした性格だが、常軌を逸した強運の持ち主（年賀状のお年玉くじで一等の高級テレビを複数当てる等）。守護霊は一寸法師。
15年後には持ち前の強運で年末ジャンボ宝くじを15回連続で当て、とてつもない大資産家になっている。
ホープ一号
未来のキ棒を持つロボット。上記5人の子供たちに棒を授ける。その正体は孫悟空だった。
孫悟空
西遊記の妖怪。牛魔博士に奪われた如意棒を取り戻そうとした際の事故で脳以外は全て機械になっている。なお、ホープ1号時の一人称は「ボク」だが、彼本来の一人称は「オレ」。
三蔵法師・沙悟浄・猪八戒
西遊記の時代で出会う。ホープ一号の正体に気付いたようだ。なお、三蔵法師は巨大なたらこ唇の持ち主であり、対面したバトンQの面々からは「イメージが……」と呆けられていた。
ちなみに牛魔王や金角・銀角兄弟が現代まで生き延びた理由は、「悟空が牛魔博士と一緒にタイムスリップした事で歴史が変わり（「悟空がいなくては妖怪に勝てない」と、三蔵一行が旅をやめてしまった）、そのため妖怪達が悟空に倒されるという歴史が改変してしまった為」と説明されている。

### 棒力団 牛魔組
牛魔博士
世界征服のヤ棒を持つマッドサイエンティスト。タイムマシンを使い奪取した孫悟空の如意棒をもとに数々の怪人を作り出した。実は牛魔王の子孫だった。中盤は、(銀閣達から半ば脅された形で)復活した牛魔大王の部下となるが、終盤ではジャイアントふけい鬼に潰された衝撃で善人となる。最終回で正気に戻ったあとも、最後には「地球が無くなっては野望が果たせなくなる」という理由からバトンQと共闘する。基本的に貧乏で、基地はテントという有様だが、ガラクタからタイムマシンを作り出すなど天才的な頭脳を持つ。
15年後にはさらに老けたものの、相変わらず世界征服の野望を抱いている。
ふけい鬼
ビン棒を持つ牛魔組の戦闘員。普段はボロボロのマントを身にまとっている。胴体はガラクタでできている。1号〜28号まで存在するが、中盤で数体が(インチキ)タイムマシンハットトリックのパーツに使用された。最後は猫型怪人城南電鬼の落とした金品で(試合の解説に夢中になっていて金品を拾い損ねた1号を除いて)リッチになり、好景鬼となる。
15年後にボディが液晶テレビ（ただしアナログ）やパソコン（ただしWindows 98）などになっている。

#### 怪人
中盤までは牛魔博士が開発したロボットだったが、終盤は牛魔大王配下の妖怪が登場した。名前は（牛魔大王配下の妖怪も含め）「○○鬼」（鬼は「き」と読む）で統一されている。
デザインはやまだたかひろによる。
しゃだん鬼
とおせん棒を持つ。名前の通り、胴体が電車になった遮断機のような姿をしている。右腕の踏切で相手を通させない。胴体から電車状を発射する「電車アタック」が必殺技。
マスター鬼ー
どろ棒を持つ。普段は小型の縮小モードで活動し、一万円分までの小銭しか背負えないが、戦闘時には等身大に戻り、小銭も百万円分まで背負えるようになる。
リトバルス鬼ー
11本のベストメン棒（バー）を持つ。ベストメン棒をJリーガーに装着させ、サッカーゲーム盤のサッカー人形の如く操る事が出来る。弱点は2名しか操れないので総攻撃は出来ず（ゲーム盤が両手で2本しか操れないのと同じ）、またベストメン棒はコンクリートには通れない。胸からは「レッドカードシュート」を発射して、レッドカードが張り付いた相手を強制的に退場させる。モチーフはサッカー選手(連載当時)ピエール・リトバルスキー。
せんめん鬼
のっぺら棒を持つ。笠である洗面器で他人の顔を洗う事でのっぺらぼうにし、さらにその洗った水を自ら被る事で、他者の姿と能力をコピーする事が出来る。劇中では『ストリートファイター』シリーズのリュウや、ロックマンのような姿（劇中での名称は『〼ックマン』。）に化けたため、レッドとイエローから飛び蹴りとともに「人のキャラばっかパクってんじゃねーっ！」と突っ込まれていた。
七転び八お鬼
ナン棒ワン(ナンバーワン)を持つ、ダルマ型の怪人。掌から「だるまさんが転んだビーム」を発射して相手の動きを止める事が出来るが、光線の届かない背後からボコボコにされてしまう。中身は牛魔博士で、レッド曰く「牛魔博士の強化服」だが、実際の所はハリボテである。タイムコンバータを内蔵しており、手足を引っ込めて「今の無し」と転がる事で短時間時間を戻すことが可能だったが、雨の影響で装置が暴走、「すべて無し」として、物語の始まりである西遊記の時代まで一同は飛ばされてしまう。
たいや鬼
たいこう棒をもつ。時間軸上で言えば牛魔博士の最初のロボットで、AIは無く、(過去の)牛魔博士が直接乗り込んで動かす。掌から「ちょっとタイムビーム」を発射して相手の動きを止める事が出来るが、前回の七転び八お鬼と同じ理由でバトン戦士達からボコボコにされ、呆れられていた。しかし、悟空が持つ如意棒を奪い取るという本来の目的は見事果たす。自分を釣り上げることで飛行が可能な他、タイムワープ機能も持つ。体内にはあず鬼を格納している。
あず鬼
虫棒（バー）を持つ。たいや鬼から登場。相手に食べさせて虫歯にし、虫棒をドリルに変形して襲い掛かる。攻撃しても分離するだけでダメージを受けないが、水には弱い。
ハットトリック
インチ鬼
ミスティックを持つ。他人そっくりに変身する能力を持つが、身体のどこかが本物と違う（八戒に化けた場合は鼻の穴が三つあり、悟浄に化けた場合は頭にどんぶりが乗っている、など）。変装を見破られた際の「オ〜ミステイク！」が口癖。
西遊鬼
インチ鬼が悟空・八戒・悟浄の姿を模して変身した巨大な怪人。三体分の能力を持つが、弱点も三体分持っていたためほとんど何も出来ずに終わる。
将鬼(しょうぎ)
ジャン棒（ボー）を持つ。金角・銀角が牛魔博士を脅して作らせた巨大ロボット要塞。下半身は将棋盤型の戦車になっている。木製だったため、最期は金角の芭蕉扇で炎上してしまった。
読書のア鬼
赤とん棒を持つ。ボディが頭部・胴体・バックパックの三つのブロックで構成されており、パーツを組み替える事で『スポーツのア鬼』『食欲のア鬼』に変形する事が可能。がり勉少年風の怪人で、勉強が苦手な者には数式を聞かせて頭痛にする。近眼なのが欠点で、美弓をさらおうとしてイエローバトンに攻撃されて眼鏡を落とした事から、美弓ではなく伊夜をさらってしまった。
スポーツのア鬼
竹とん棒を持つ。スポーツマンの怪人で、特に脚力が凄い。
食欲のア鬼
食いしん棒を持つ。コックの怪人で、何でも食べてしまう。だがブルーバトンを襲った時、うっかりワライタケを食べて笑いが止まらなくなり隙ができた。
ふくび鬼
ブラ棒を持つ。福引券を一枚につき、ボディの抽選機を回す事で、相手を出て来た賞にちなんだ状態（『致命賞』、『おね賞（しょう）』など）にする事が出来る。ただし福引券が無いと何もできず、無理矢理回すと『スカ』がでて、「ボカ“スカ”」と殴られてしまう。最終的にブルーの強運で一つしか入っていない『楽賞（楽勝）』を出してしまい、巨大化したブルーに踏みつぶされて敗北する。
かぜひ鬼
流行性かん棒を持つ。巨大な蛙型の搭乗式ロボットで、薬局のマスコットに似ている。ビールス君が登場したため、同機体も風邪をひいてしまった。
ビールス君
風邪をひいて風邪ひ鬼に乗り込めない牛魔博士が、自分の代理として体内のウイルスを巨大化させたもの。棒は持っているが名称は不明。博士より機転が利いた戦い方をしていた為、ふけい鬼からは重宝された(登場は一話限り)。「○○ビー」が口癖。
年賀はが鬼
うり棒を持つ（連載されていた際の新年が亥年であった為）。ボディは紙で出来ており、細切れになった後は小型化して紙ふぶ鬼を名乗る。年賀はが鬼は登場話の後半にて量産され、大量に登場した。
ながい鬼1号＆2号
ゲート棒ルを持つ。ふけい鬼達が作った自信作。牛魔博士と羅刹女が芯にされてしまっているが、「お爺さんとお婆さんに育てられた」経歴を持つ（ブラック以外の）守護霊達は、彼らを攻撃できなかった。自信作という言葉に違わず、多彩な攻撃法を持つ。後に牛魔博士の方は、話の最後のコマで全身に武器を装着した最終兵鬼にされるが、戦う事はなかった。
ジャイアントふけい鬼
博士の「春」というお題の中でふけい鬼1号が作った、巨大なふけい鬼……と思いきや、巨大なのは頭だけ。「見栄ハル」というオチだったが、こいつの頭に激突した人間は性格が180°変わってしまうという能力を持っていた。これにより、博士は善人、レッドはノンビリ屋、ブラックは太鼓持ちになってしまう。
さくらふぶ鬼
さくらん棒を持つ。ジャイアントふけい鬼に潰された衝撃で善人になった牛魔博士が開発した。遊び人の金さんのような姿をした正義のロボットだったが、桜が散ると錯乱(さくらん)して、おさば鬼に変身、暴走してしまう。
おさば鬼
錯乱した桜ふぶ鬼が変身した形態で、鬼の顔の奉行のような姿をしている。『ハルマゲドンバズーカ』やハリセンなどの攻撃方を持ち、のんびり屋になったレッドを倒そうとしたが、牛魔大王基地の攻撃で破壊される。
ステー鬼
ちゅう棒を持つ。牛魔大王配下の妖怪。自身を鉄板型のステージで焼く事でミディアム・ステー鬼、ウエルダン・ステー鬼へとパワーアップを遂げるが、ブラックの「ピンクが焼いた目玉焼きが完璧な出来なのに対し、ステー鬼は（装着していたプロテクターのせいで）お腹が生焼け」という言葉で動揺し、逆転される。最後の手段としてもう一度鉄板の上を転がるが、焼き過ぎになってしまっただけで逆に弱体化し、ピンクの一撃で牛丼にされてしまった。
城南電鬼(じょうなんでんき)
鬼に金棒を持つ。牛魔大王配下の妖怪。モチーフはまねき猫と宮路年雄。「○○でございますう～」という口調で話す。
ドキド鬼
大棒険を持つ。牛魔大王配下の妖怪。モチーフは黒ひげ危機一発。
ミル鬼ー
羅刹女、金角・銀角が搭乗する巨大ロボットで、彼女曰く「美しき最終兵器」。モチーフはペコちゃん。最後は牛魔博士が奪取してバトン戦士を襲うが、牛魔大王の攻撃と再生の失敗によって二体（モチーフはポコちゃん）に分裂し、バトン戦士が操縦して牛魔大王の脳へ向かった。雑誌掲載時は棒の名称は不明だったが、コミックスで『美棒』と判明した。

### 牛魔王一味
牛魔王＝牛魔大王
西遊記の時代には牛頭の巨人だったが現代では牛を模した甲冑を纏っている。実はこの姿は作り物であり、巨木に脳を移植して基地になりすましていた。
金角・銀角
西遊記の妖怪。兄の金角は元々頭が悪かったが、牛魔博士から奪った棒を持つとますます増幅されて難しいことを考えると爆発を起こすようになった。弟の銀角は頭が良い。それぞれが持っているバトンの名称は不明。
羅刹女
肉体は既に滅び、人間の体に憑依して行動してきた。現代では桃園美弓に憑依しようとするが、怪人・読書のア鬼が間違って似た髪型の別の女児を攫ってきてしまったため失敗する。ブラックと張り合うほどのいばりん坊。必殺技は「女王さまレイザー」という光線で、浴びると人間は元より大木でもひれ伏せてしまう素体と。素体となった少女・飯島伊夜は牛若達のクラスメートであり、ものすごいきかん坊で、金田からは「変身してなくても一緒じゃないか」と言われている。